# NGC 4582
NGC 4582 – gwiazda znajdująca się w gwiazdozbiorze Panny. Jej jasność obserwowana wynosi około 13m. Sidney Coolidge zaobserwował ją 3 maja 1859 roku i błędnie skatalogował jako obiekt typu „mgławicowego”.